# روزا لوباتو دي فاريا
روزا لوباتو دي فاريا (بالبرتغالية: Rosa Lobato de Faria‏) (20 أبريل 1932، لشبونة في البرتغال - 2 فبراير 2010، لشبونة في البرتغال)؛ كاتِبة ومؤلِّفة، شاعرة، ممثلة، ملحنة وروائية برتغالية.

## روابط خارجية
- روزا لوباتو دي فاريا على موقع IMDb (الإنجليزية)
- روزا لوباتو دي فاريا على موقع ألو سيني (الفرنسية)
- روزا لوباتو دي فاريا على موقع ميوزك برينز (الإنجليزية)
- روزا لوباتو دي فاريا على موقع أول موفي (الإنجليزية)
- روزا لوباتو دي فاريا على موقع ديسكوغز (الإنجليزية)
- روزا لوباتو دي فاريا على موقع قاعدة بيانات الفيلم (الإنجليزية)
- روزا لوباتو دي فاريا على موقع كينوبويسك (الروسية)